# Aschères-le-Marché
Aschères-le-Marché és un municipi francès, situat al departament del Loiret i a la regió de Centre. L'any 2007 tenia 1.166 habitants.

## Demografia

### Població
El 2007 la població de fet d'Aschères-le-Marché era de 1.166 persones. Hi havia 448 famílies, de les quals 104 eren unipersonals (48 homes vivint sols i 56 dones vivint soles), 144 parelles sense fills, 180 parelles amb fills i 20 famílies monoparentals amb fills.
La població ha evolucionat segons el següent gràfic:
Habitants censats

### Habitatges
El 2007 hi havia 498 habitatges, 447 eren l'habitatge principal de la família, 18 eren segones residències i 33 estaven desocupats. 487 eren cases i 11 eren apartaments. Dels 447 habitatges principals, 391 estaven ocupats pels seus propietaris, 47 estaven llogats i ocupats pels llogaters i 10 estaven cedits a títol gratuït; 1 tenia una cambra, 20 en tenien dues, 58 en tenien tres, 123 en tenien quatre i 246 en tenien cinc o més. 366 habitatges disposaven pel capbaix d'una plaça de pàrquing. A 180 habitatges hi havia un automòbil i a 241 n'hi havia dos o més.

### Piràmide de població
La piràmide de població per edats i sexe el 2009 era:
| Homes | Edats   | Dones |
| ----- | ------- | ----- |
| 0     | 95 o +  | 0     |
| 4     | 90 a 94 | 4     |
| 4     | 85 a 89 | 0     |
| 12    | 80 a 84 | 16    |
| 28    | 75 a 79 | 20    |
| 28    | 70 a 74 | 36    |
| 28    | 65 a 69 | 32    |
| 28    | 60 a 64 | 16    |
| 16    | 55 a 59 | 28    |
| 32    | 50 a 54 | 12    |
| 44    | 45 a 49 | 28    |
| 24    | 40 a 44 | 40    |
| 20    | 35 a 39 | 24    |
| 72    | 30 a 34 | 44    |
| 40    | 25 a 29 | 44    |
| 8     | 20 a 24 | 44    |
| 40    | 15 a 19 | 36    |
| 52    | 10 a 14 | 24    |
| 28    | 5 a 9   | 52    |
| 24    | 0 a 4   | 44    |

## Economia
El 2007 la població en edat de treballar era de 689 persones, 562 eren actives i 127 eren inactives. De les 562 persones actives 533 estaven ocupades (284 homes i 249 dones) i 29 estaven aturades (12 homes i 17 dones). De les 127 persones inactives 53 estaven jubilades, 37 estaven estudiant i 37 estaven classificades com a «altres inactius».

### Ingressos
El 2009 a Aschères-le-Marché hi havia 448 unitats fiscals que integraven 1.186,5 persones, la mediana anual d'ingressos fiscals per persona era de 18.688 €.

### Activitats econòmiques
Dels 33 establiments que hi havia el 2007, 1 era d'una empresa alimentària, 1 d'una empresa de fabricació de material elèctric, 3 d'empreses de fabricació d'altres productes industrials, 10 d'empreses de construcció, 4 d'empreses de comerç i reparació d'automòbils, 1 d'una empresa de transport, 1 d'una empresa d'hostatgeria i restauració, 1 d'una empresa d'informació i comunicació, 2 d'empreses financeres, 3 d'empreses de serveis, 2 d'entitats de l'administració pública i 4 d'empreses classificades com a «altres activitats de serveis».
Dels 13 establiments de servei als particulars que hi havia el 2009, 1 era un taller de reparació d'automòbils i de material agrícola, 3 paletes, 1 guixaire pintor, 1 fusteria, 3 lampisteries, 1 electricista, 2 perruqueries i 1 restaurant.
Dels 2 establiments comercials que hi havia el 2009, 1 era una botiga de més de 120 m² i 1 una botiga de menys de 120 m².
L'any 2000 a Aschères-le-Marché hi havia 22 explotacions agrícoles que ocupaven un total de 1.411 hectàrees.

## Equipaments sanitaris i escolars
El 2009 hi havia 1 escola maternal i 1 escola elemental.

## Poblacions més properes
El següent diagrama mostra les poblacions més properes.